# دور کوریگالزو
دور کوریگالزو یا عقرقوف، نام پایتخت کاسی‌ها بود.

## موقعیت
این شهر در ۳۰ کیلومتری غرب بغداد میان رودهای دجله و فرات قرار داشت؛ و در امتداد خط مرزی آهکی شرق و غرب میان دو رود دجله و فرات واقع شده‌است.

## تأسیس
دور کوریگالزو توسط کوریگالزوی یکم، پادشاه کاسی بابل در قرن ۱۴ پیش از میلاد به وجود آمد و پس از سقوط سلسلهٔ کاسیان بابل رها شد.
احتمال می‌رود که این زیگورات در اوایل قرن ۱۴ پیش از میلاد یا اواخر قرن ۱۵ پیش از میلاد ساخته شده‌است.
حمدالله مستوفی گوید: «تل عقرقوف کیکاوس ساخت بعضی او را نمرود شمارند آن‌را به سبب آن ساخت که چون ابراهیم را در آتش انداخته بود آنجا بر رفت...»

## اهمیت
این شهر در طول حاکمیت کوریگالزو، به عنوان پایتخت بابل و کاسی‌ها یا حداقل به عنوان یک شهر مهم در تمام آن دوران بود.
دور کوریگالزو به‌طور مداوم تا سقوط سلسلهٔ کاسی بابل، در اواخر قرن ۱۲ پیش از میلاد، یک شهر با اهمیت استراتژیک و بازرگانی بود.

## وجه تسمیه
پیشوند دور- به معنای «قلعه» است. در حالی که نام کاسی سلطنتی کوریگالزو نام مؤسس این شهر بود (کوریگالزوی یکم).

## زیگورات عقرقوف

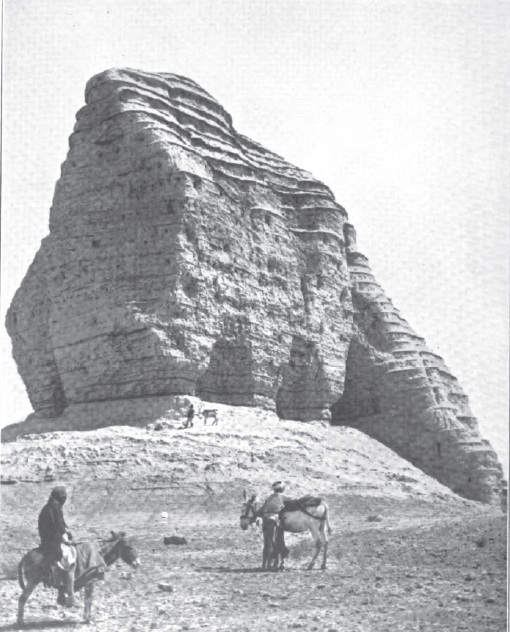
زیگورات عقرقوف در سال ۱۹۱۵

زیگورات عقرقوف یک زیگورات در شهر دور کوریگالزو است که به رغم گذشت زمان زیاد از تأسیس آن، به خوبی ظاهر خود را حفظ کرده‌است. ارتفاع این زیگورات حدود ۵۲ متر است. این زیگورات میان قرن‌های ۱۵ و ۶ پیش از میلاد (حتی بعد از سقوط سلسله) فعال بود. در زمانی که حتی این شهر رها شده بود. این زیگورات، تنها زیگورات مهم فعال در دورهٔ بابل نو نیز بود. در حد فصل قرون ۹ و ۱۴ میلادی، از این زیگورات به عنوان یک محل برای کفن و دفن اعراب نیز استفاده می‌شد.

## خطرات
تا قرن گذشته این شهر در معرض سیلاب‌های فصلی بود.

## سایت آبی
یک سایت آبی در غرب این شهر وجود داشت که بوسیلهٔ کانال ئیسا که با کانال پتی انیلیل مرتبط بود به آب‌های فرات متصل بود.

## پژوهش‌ها
پژوهش‌ها دربارهٔ این شهر از سال ۱۸۱۱ میلادی آغاز شد. در سال ۱۸۳۷ توسط فرانسیس راودون مورد بازدید و بررسی قرار رفت. در همان سال نام عقرقوف (که بعدها باعنوان: عَکِرکوف، عَگِرکوف یا عَکَرکوف) نامگذاری شد. نام دور کوریگالزو نیز توسط هنری راولینسون کشف و شناسائی شد.

### حفاری‌ها
حفاری‌ها از سال ۱۹۴۲ تا ۱۹۴۵ توسط طاها باقر و سیتون لوید با یک حفاری مشترک توسط اداره کل باستانی استان‌های عراق و دانشکدهٔ باستان‌شناسی بریتانیا در دور کوریگالزو انجام شد. بیش از ۱۰۰ قرص صورتی در آنجا پیدا و به موزهٔ ملی عراق تحویل داده شد.
حفاری‌ها شامل زیگورات عقرقوف، معبد دور کریگالزو و بخشی از کاخ کوریگالزوی دوم بود. اداره کل امور باستانی در عراق در دههٔ ۱۹۷۰، برخی از حفاری‌ها را در اطراف زیگورات به عنوان بخشی از یک پروژهٔ بازسازی تحت نظر صدام ادامه داد.